# Giroussens
Giroussens település Franciaországban, Tarn megyében. Lakosainak száma 1543 fő (2022. január 1.). Giroussens Loupiac, Ambres, Coufouleux, Parisot, Saint-Gauzens, Saint-Jean-de-Rives és Saint-Lieux-lès-Lavaur községekkel határos.

## Népesség
A település népességének változása:
| Lakosok száma | 1450 | 1496 | 1526 | 1484 | 1478 | 1506 | 1504 | 1514 | 1543 |
|               | 2013 | 2015 | 2016 | 2017 | 2018 | 2019 | 2020 | 2021 | 2022 |